# فارس ال حترش
فارس ال حترش (انگلیسی: Fares Al Hatrash؛ زادهٔ ۲۰ فوریهٔ ۱۹۹۱) یک ورزشکار اهل عربستان سعودی است.
از باشگاه‌هایی که در آن بازی کرده‌است می‌توان به باشگاه فوتبال نجران عربستان سعودی اشاره کرد.